# 177
| [ Edytuj tabelę ] |                           |
| Cesarz Chin       | - 168 Han Lingdi 189      |
| Władca Korei      | - 165 Sindae 179          |
| Papież            | - 175 Eleuteriusz 189     |
| Król Partów       | - 147 Wologazes IV 191    |
| Cesarz Rzymu      | - 161 Marek Aureliusz 180 |

Rok 177 / CLXXVII
stulecia: I wiek ~
II wiek ~
III wiek

lata: 167 «
172 «
173 «
174 «
175 «
176 «
177
» 178
» 179
» 180
» 181
» 182
» 187

## Wydarzenia
Cesarstwo rzymskie
- Atenagoras z Aten napisał Prośbę za chrześcijanami.
- Kommodus został mianowany konsulem i najwyższym kapłanem oraz otrzymał tytuły augusta i ojca ojczyzny (pater patriae).
- W Lugdunum zostało zabitych 48 chrześcijan (męczennicy z Lyonu)[1].

## Zmarli
- Blandyna z Lyonu, męczennica chrześcijańska.
- Fotyn z Lyonu, biskup i męczennik (ur. 87).
- Herod Attyk, nauczyciel Marka Aureliusza (ur. 101).